# Divan.ru
Divan.ru — компания по производству и продаже мебели, одноименный интернет-магазин, сеть офлайн-магазинов. Компания основана в 2015 году в городе Владимир.

## История
В 2015 году Антон Макаров запустил проект Divan.ru. В том же году был открыт первый офлайн-магазин в Москве, в 2017 году — в Санкт-Петербурге.
В ноябре Divan.ru вышел на рынок Казахстана, где начал работу сайт Mebel.kz и офлайн-магазины (7 магазинов на момент 2024 года).
В 2022 году сайт divan.ru победил в двух номинациях «Рейтинга Рунета» — «Интернет-магазин» и «Мебель и интерьер».
В ноябре 2023 года компания вышла на рынок Узбекистана, открыв три шоурума и запустив онлайн-магазин divan.uz.
К 2023 году сеть насчитывает более 60 офлайн-магазинов.
В феврале 2024 г. в Divan.ru инвестировал фонд «ТилТех Капитал» и стал владельцем 10% компании.
В апреле компания начала сотрудничество с фондом «Антон тут рядом».

## Деятельность
Компания производит и продаёт мягкую, корпусную мебель и предметы интерьера. Производство мебели сосредоточено в г. Владимир. 51% продаж приходится на мягкую мебель, 47% — на корпусную, около 2% — предметы интерьера.
На момент февраля 2024 года открыто 65 шоурумов в России, 11 — в Беларуси, 7 — в Казахстане, 3 — в Узбекистане.

## Финансовые показатели
В 2023 году выручка компании составила 7,8 млрд рублей.